# Uli Grewe
Uli Grewe (* 1979 in Emsdetten) ist ein deutscher Musiker, Blue Man und Comedian. Im Mittelpunkt seiner Auftritte steht ein Looper, mit dem es möglich ist, einzelne akustische Sequenzen durch Sprache, Gesang oder Beatboxing aufzuzeichnen und abzuspielen, um somit Musik ohne Instrumente oder Band aufzuführen.

## Leben
Grewe ist gelernter Zahntechniker. Nach seiner Lehre absolvierte er von 2000 bis 2002 an der Stage School of Music, Dance & Drama in Hamburg eine Ausbildung in Tanz, Gesang, Schauspiel, Fechten sowie Bühnenkampf. Beim VIVA Comedy Award trat er 2002 auf. Er schloss sich einem Workshop für Radio-Moderation bei 1 Live unter der Obhut von Olli Briesch und Michael Dietz im Rahmen des Moderatoren-Castings 60 Sekunden-Show an. Zwischen 2005 und 2012 trat Grewe als Teil der Blue Man Group an verschiedenen Orten auf, darunter in New York, Berlin, Oberhausen, Zürich, Wien sowie an Bord der Norwegian Epic. Auf der NightWash Live Tour war Grewe 2012 zu sehen. Am 5. Januar 2013 trat Grewe in der Sendung Der RTL Comedy Grand Prix bei RTL Television auf.
Seit dem 26. September 2013 übernimmt Grewe bei NightWash die Rolle des musikalischen Sidekicks als „menschgewordene Jukebox“ neben dem neuen Moderator Luke Mockridge.
Zudem nahm er 2013 an der 1LIVE Hörsaal Comedy Tour teil und war erneut Gast beim Quatsch Comedy Club in Berlin und Hamburg.

## Auszeichnungen
2003 erreichte Grewe den ersten Platz beim von VIVA ausgetragenen Moderatoren-Casting. Den NightWash Talent Award gewann er 2011. Im folgenden Jahr konnte Grewe das neunte Jahresfinale der Quatsch Comedy Club „Talentschmiede“ gewinnen.